# Ulica Garbarska w Krakowie
Ulica Garbarska – ulica w Krakowie, w dzielnicy I Stare Miasto, na dawnym przedmieściu Garbary. 
Prawdopodobnie istniała już w XV wieku i łączyła kościół karmelitów z niezachowanym dzisiaj kościołem św. Piotra Małego. Nazwa „Garbarska”, pochodząca od nazwy jurydyki, w której się znajdowała, po raz pierwszy wzmiankowana była w XVI wieku, w późniejszym okresie jednak stosowano inne określenia (m.in. ulica Pańska, nazwę „Garbarska” oficjalnie nadano w 1858 roku). Zabudowa ulicy była kilkakrotnie niszczona (m.in. podczas oblężeń Krakowa w 1587 i 1655 roku).
Na rogu ulic Garbarskiej i Karmelickiej znajduje się kościół Nawiedzenia Najświętszej Maryi Panny (karmelitów trzewiczkowych). Obecną zabudowę ulicy (poza kościołem karmelitów) obok dominujących kamienic czynszowych pochodzących z przełomu XIX i XX wieku tworzą także budynki z początku XIX wieku (później przebudowywane), dzięki którym ulica zachowała częściowo charakter dawnego przedmieścia.

## Zabudowa
- ul. Garbarska 4 – kamienica, proj. Janusz Niedziałkowski, 1897.
- ul. Garbarska 5 – kamienica, proj. Karol Żychoń, 1890.
- ul. Garbarska 6 – kamienica, proj. Beniamin Torbe, 1899.
- ul. Garbarska 7 – kamienica, XIX wiek.
- ul. Garbarska 8 – kamienica, proj. Beniamin Torbe, 1898.
- ul. Garbarska 10 – kamienica, proj. Beniamin Torbe, 1898.
- ul. Garbarska 11 – kamienica, 1880.
- ul. Garbarska 12 – kamienica, proj. Roman Weindling, 1929.
- ul. Garbarska 13 – kamienica, proj. Bronisław Müller, 1900–1902.
- ul. Garbarska 22 – kamienica, 1826.
- ul. Garbarska 24 – kamienica, 1928.

## Galeria

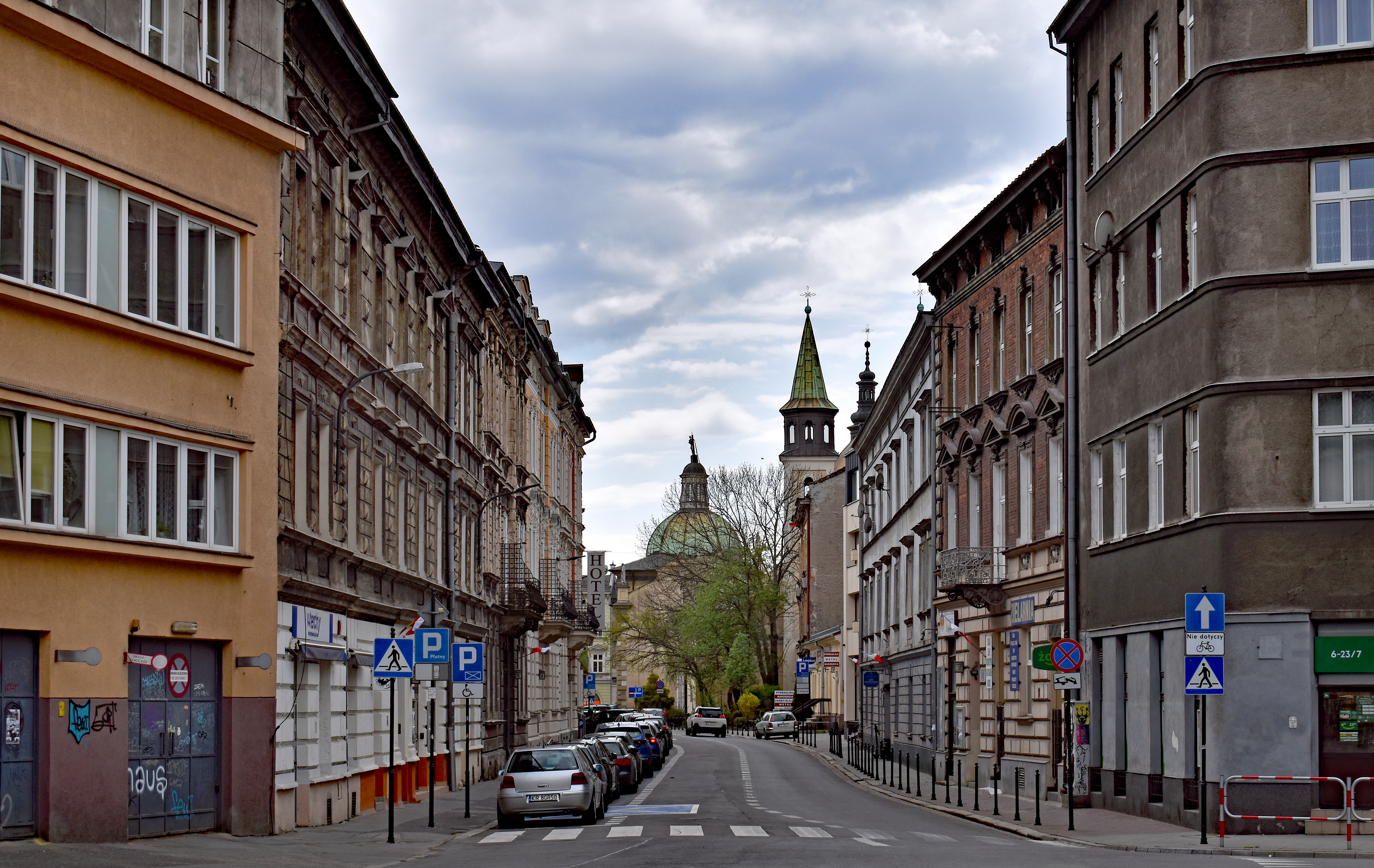
Widok na zachód (z ul. Łobzowskiej)
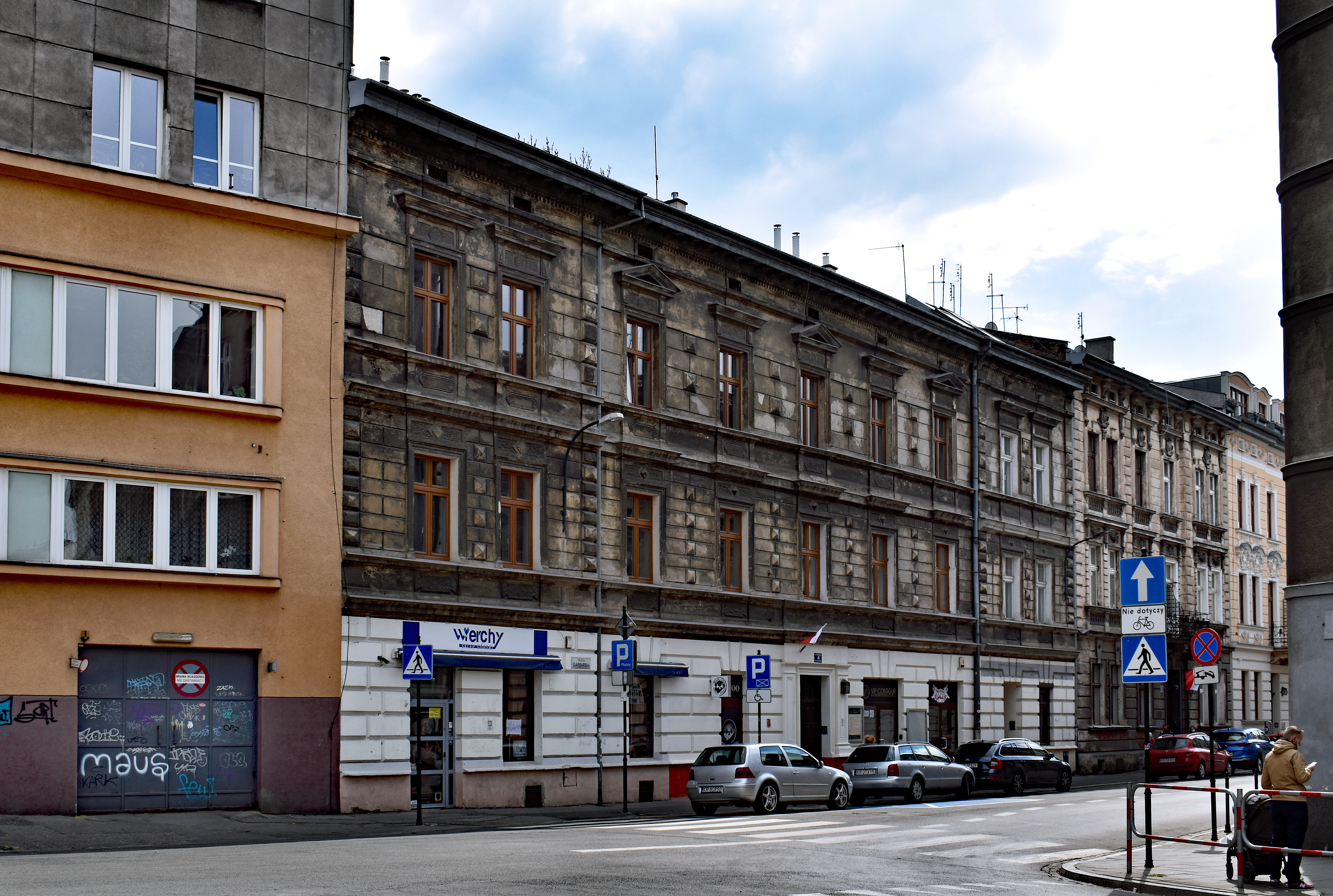
ul. Garbarska 4 Czynszowa kamienica, proj. Janusz Niedziałkowski (1897) Urodził się w niej i mieszkał reżyser Wojciech Jerzy Has
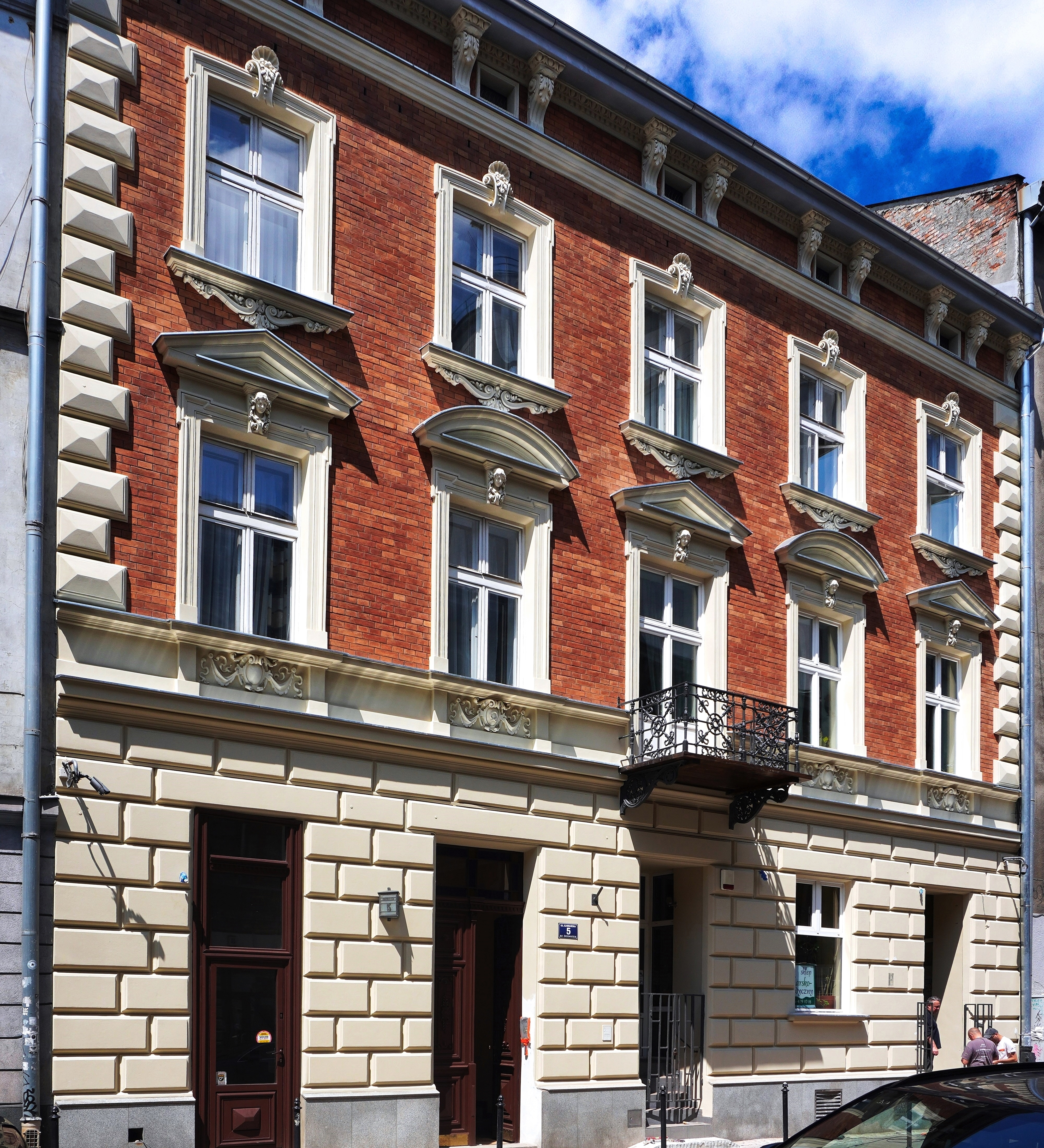
ul. Garbarska 5 Kamienica, proj. Karol Żychoń
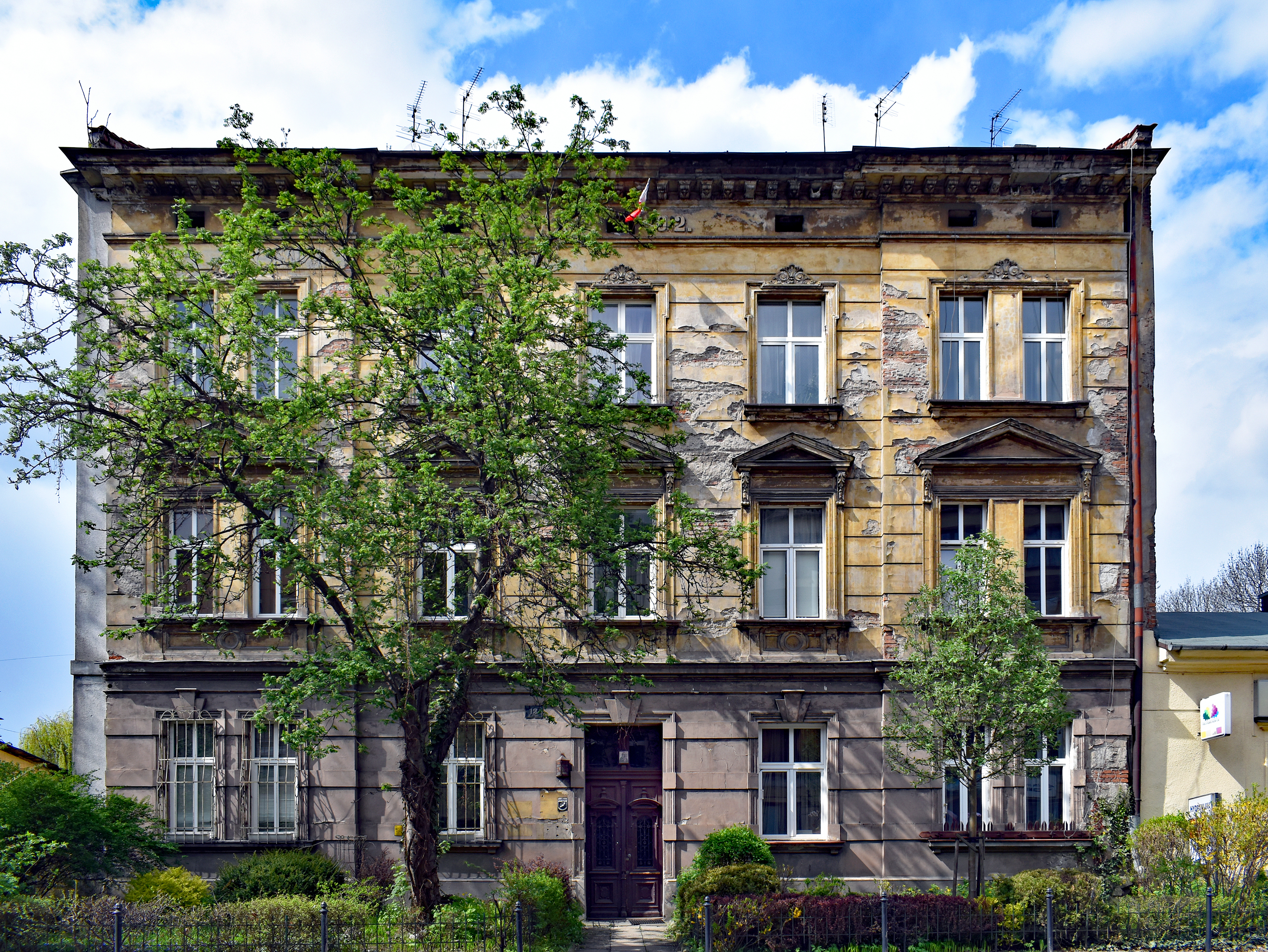
ul. Garbarska 13 Czynszowa kamienica, proj. Bronisław Müller (1902)
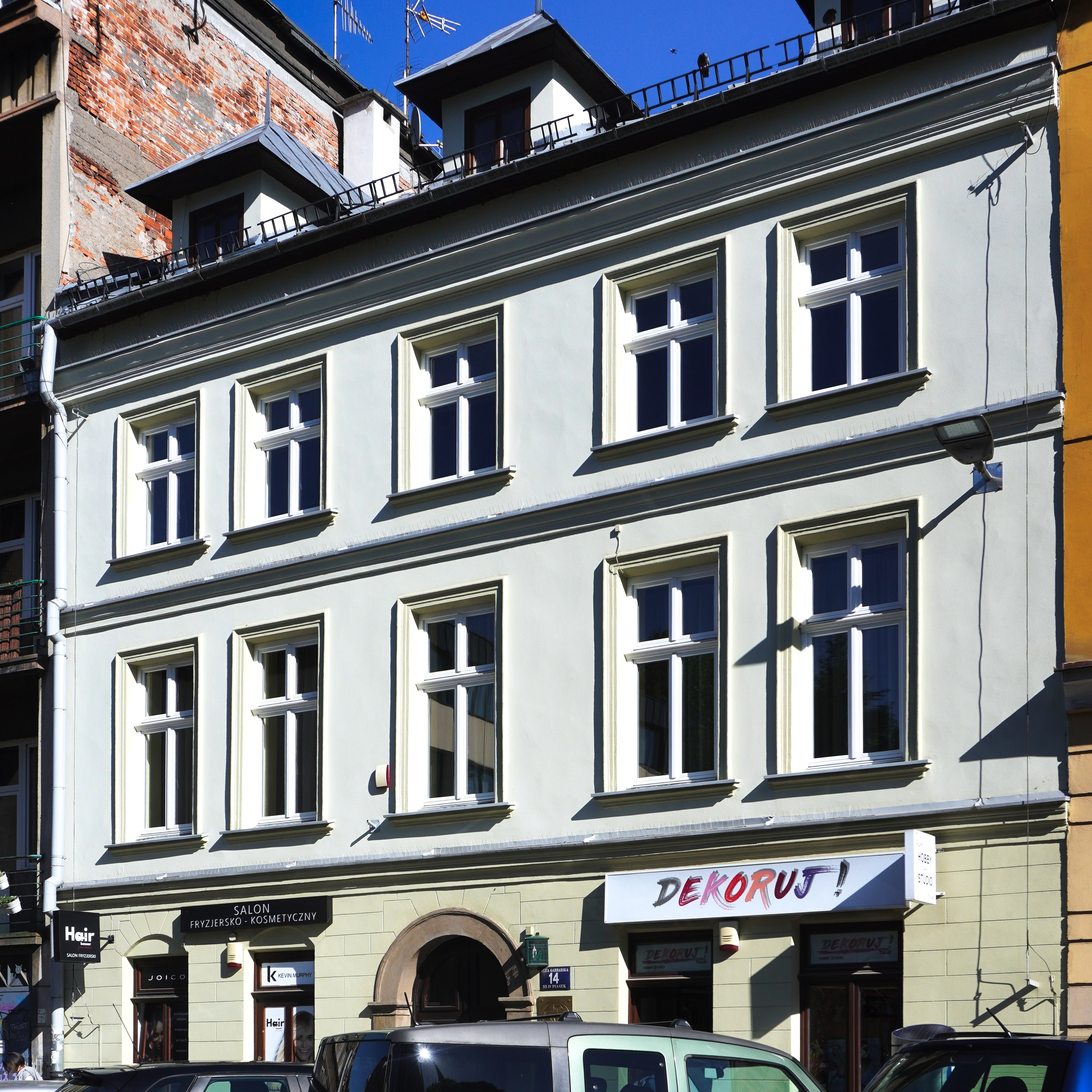
ul. Garbarska 14 Kamienica (ok. 1830)